# Frank Juric
Frank Juric [juritɕ] (kroatische Schreibweise: Frank Jurić; * 28. Oktober 1973 in Melbourne) ist ein ehemaliger australisch-kroatischer Fußballtorwart.

## Karriere

### Vereine
Er war seit 2004 die Nummer 2 der Bundesligamannschaft Hannover 96 und besitzt die australische und kroatische Staatsbürgerschaft. Seine Profikarriere begann Juric bei Fortuna Düsseldorf, später wechselte er zur A- und B-Mannschaft von Bayer 04 Leverkusen. Insgesamt absolvierte er 7 Regionalligaspiele, 36 Zweitligaspiele und 12 Bundesligaspiele. Nach der Saison 2007/08 kehrte er der Bundesliga aus Verletzungsgründen den Rücken, nachdem ihm schon seit der Spielzeit 2005/06 Knieprobleme zu Schaffen machten. In der Spielzeit 2008/09 stand Frank Juric in seiner Heimat bei Perth Glory unter Vertrag. Nach Ablauf der Saison beendete er seine aktive Spielerkarriere und war in der Saison 2009/10 bei Perth Glory Torwarttrainer.

### Nationalmannschaft
Er stand beim FIFA-Konföderationen-Pokal 2001 im Aufgebot der australischen Fußballnationalmannschaft. 1996 kam er während des OFC-Nationen-Pokals zu seinem Debüt bei einem torlosen Unentschieden gegen Neuseeland. Wenig später gehörte er auch bei den Olympischen Spielen 1996 zum australischen Aufgebot.